# And I Love Her
And I love her is een ballad van de Britse popgroep The Beatles uit 1964. Het nummer staat op naam van het schrijversduo Lennon-McCartney, maar werd geschreven door Paul McCartney met mogelijk enige hulp van John Lennon en George Harrison. Het nummer werd uitgebracht op het album A hard day's night, de soundtrack bij de gelijknamige eerste speelfilm van The Beatles. In de Verenigde Staten werd And I love her in 1964 ook uitgebracht als single met het nummer If I Fell op de B-kant. Een niet eerder uitgebrachte versie van het nummer werd in 1995 uitgebracht op het verzamelalbum Anthology 1.

## Achtergrond
Paul McCartney ontmoette op 18 april 1963 de actrice Jane Asher na afloop van een optreden in de Royal Albert Hall in Londen. Asher zou in de jaren die daarop volgden McCartneys vriendin en verloofde worden. Na enige tijd ging McCartney in een zolderkamer in het huis van de familie Asher aan Wimpole Street in Londen wonen. Janes moeder Margret gaf in dat huis muziekles in de kelder. In deze kelder stond een piano waarop McCartney en Lennon regelmatig nieuwe nummers schreven, zoals I Want to Hold Your Hand, Eleanor Rigby, I'm Looking Through You, I've Just Seen a Face, You Won't See Me en Every Little Thing. McCartney schreef ook And I love her in deze kelder. Jane Asher was naar alle waarschijnlijkheid de inspiratie voor het nummer.
And I love her wordt door critici als een van de beste ballads van The Beatles beschouwd en volgens McCartney was het nummer dan ook de eerste door hemzelf geschreven ballad waar hij trots op was. Hij was met name trots op de akkoorden waar het nummer gebruik van maakt en de liedtekst. De gitaarriff werd bedacht door George Harrison.
In zijn biografie, Many Years From Now, heeft McCartney aangegeven te twijfelen of John Lennon meewerkte aan het nummer. Lennon heeft daarentegen gezegd meegeschreven te hebben aan het middenstuk van het nummer, iets wat McCartney bestrijdt.
Een verklaring van Dick James, de uitgever van de muziek van The Beatles, ondersteunt echter Lennons bewering. Volgens James werd het middenstuk aan het nummer toegevoegd op aandringen van producer George Martin, omdat deze het lied nog te repeterend vond. Volgens James namen Lennon en McCartney daarna een pauze van een half uur en schreven ze samen op de piano een middenstuk voor het nummer.

## Opnamen
The Beatles hadden duidelijk moeite om het juiste arrangement voor And I love her te vinden omdat het nummer door hen in drie verschillende arrangementen werd opgenomen voordat ze tevreden waren. Op 25 februari begonnen ze in de Abbey Road Studios in Londen voor de eerste maal met het opnemen van het nummer. Die dag namen ze twee takes van het nummer op. Dit eerste arrangement was veel zwaarder dan het uiteindelijke arrangement, doordat The Beatles gebruik maakten van hun gebruikelijke elektrische gitaren. De tweede take van dit arrangement werd in 1995 uitgebracht op het verzamelalbum Anthology 1.
De volgende dag namen The Beatles een nieuw arrangement van het nummer in 16 takes op. Halverwege deze sessie verwisselde Ringo Starr zijn bongo's voor claves. Hoewel dit meer akoestische arrangement het definitieve nummer dichter benaderde, waren The Beatles nog niet tevreden. Op 27 februari namen The Beatles daarom een nieuw arrangement op. Hiervoor hadden ze slechts twee takes nodig.

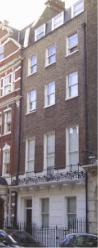
In het huis van de familie Asher aan Wimpole Street schreef Paul McCartney And I love her

## Vertolking inA hard day's night
In de speelfilm A hard day's night is te zien hoe The Beatles tijdens een concert And I love her spelen. Deze scène werd op 31 maart 1964 in het Scala Theatre in Londen opgenomen. Het nummer werd voor deze opnamen niet live gespeeld, maar door de groep geplaybackt.

## Release
In het Verenigd Koninkrijk bracht platenmaatschappij Parlophone And I love her op 10 juli 1964 uit op het album A hard day's night. Enkele dagen eerder, op 26 juni, was het nummer ook door filmproductiemaatschappij United Artists uitgebracht op de Amerikaanse versie van A hard day's night. De Amerikaanse versie bevatte enkel de nummers die in de film te horen waren, aangevuld met enkele instrumentale nummers.
Op 20 juli 1964 werd And I love her in de Verenigde Staten door Capitol op single uitgebracht. Deze single stond zeven weken in de Billboard Hot 100 en bereikte de twaalfde plaats.

## Ontvangst
Critici beschouwen And I love her als een van de beste ballads van The Beatles. Op de eerste plaats vanwege de melodie, die een mediterraans gevoel opwekt. Dit gevoel wordt ondersteund door het akoestische arrangement van het nummer. Ook de onconventionele muzikale structuur van het nummer wordt door critici geprezen. Zo wordt de gitaarsolo, gespeeld door George Harrison, in een hogere toonsoort gespeeld dan de rest van het lied en eindigt het nummer verrassend met een majeur akkoord terwijl het nummer grotendeels in mineur is.

## Covers
And I love her is een van de vroege Lennon-McCartney-nummers die een groot aantal maal gecoverd zijn door andere artiesten. Zo hebben artiesten als Neil Diamond, Bob Marley & The Wailers, Kurt Cobain, Bobby Womack, Smokey Robinson & The Miracles en Cliff Richard allen een cover van het nummer opgenomen.
Zelf speelde McCartney het ook bij solo-optredens, waaronder de Unplugged-tournee van 1991; de zang liet hij over aan gitarist Hamish Stuart (ex-Average White Band).

## NPO Radio 2 Top 2000
And I love her stond tussen 2000 en 2016 genoteerd in de Top 2000 die ieder jaar door de Nederlandse Radio 2 wordt uitgezonden. In 2007 behaalde het nummer met de 831e plaats zijn hoogste plaats tot nu toe in deze lijst.

| Nummer met noteringen in de NPO Radio 2 Top 2000 | '00  | '01  | '02  | '03 | '04  | '05  | '06 | '07 | '08 | '09  | '10  | '11  | '12  | '13  | '14  | '15  | '16  |
| ------------------------------------------------ | ---- | ---- | ---- | --- | ---- | ---- | --- | --- | --- | ---- | ---- | ---- | ---- | ---- | ---- | ---- | ---- |
| And I Love Her                                   | 1160 | 1144 | 1283 | 860 | 1163 | 1098 | 991 | 831 | 959 | 1199 | 1142 | 1118 | 1162 | 1424 | 1921 | 1716 | 1967 |

1. ↑  Een vetgedrukt getal geeft de hoogste notering aan.
2. ↑  2000 was het eerste jaar met een notering voor dit nummer.
3. ↑  Deze tabel is bijgewerkt tot en met de laatste editie (2024).

## Credits
- Paul McCartney - zang, basgitaar
- John Lennon - akoestische gitaar
- George Harrison - akoestische gitaar
- Ringo Starr - bongo's, claves